# Boyd Neel
Louis Boyd Neel (* 19. Juli 1905 in Blackheath, London; † 30. September 1981 in Toronto) war ein kanadischer Dirigent und Musikpädagoge englischer Herkunft.

## Leben
Neel besuchte das Osborne Naval College. Kurz nach seinem Eintritt in die Royal Navy erfolgte eine drastische Reduktion der britischen Streitkräfte, und Neel begann ein Medizinstudium am Caius College Cambridge mit dem Spezialgebiet Chirurgie, das er 1930 mit dem Mastergrad abschloss. Er wurde dann Chirurg am Londoner Saint George’s Hospital und Arzt am King Edward VII’s Hospital. Zugleich begann er an der Guildhall School of Music ein Studium der Musiktheorie und Orchestration.
Aus siebzehn Musikern der Royal Academy of Music und des Royal College of Music (darunter dem Geiger Frederick Grinke) gründete er 1932 das Boyd Neel London String Orchestra (später Boyd Neel Orchestra), mit dem er 1933 in der Londoner Aeolian Hall debütierte. Ende des Jahres lud die BBC ihn und das Orchester zu Aufnahmen ein, und als Decca Records ihm einen Vertrag anbot, gab er seine Tätigkeit als Arzt auf, um sich ganz der Musik zu widmen.
Das Orchester spielte u. a. die erste Gesamtaufnahme von Georg Friedrich Händels Concerti grossi ein und führte bei Konzertreisen durch Europa Werke wie Ralph Vaughan Williams’ Fantasia on a Theme by Thomas Tallis und Benjamin Brittens Simple Symphony und (bei den Salzburger Festspielen 1937) Britten’s Variations on a Theme of Frank Bridge. Britten komponierte zum zehnten Jahrestag der Gründung des Boyd Neel Orchestra sein Prelude and Fugue für achtzehn Streicher.
Als Gastdirigent leitete Neel vor und nach dem Zweiten Weltkrieg u. a. das Royal Philharmonic Orchestra, das London Philharmonic Orchestra, das London Symphony Orchestra und das BBC Symphony Orchestra. Während des Zweiten Weltkrieges war er Sanitätsoffizier bei der Royal Navy und gab daneben mehrere hundert Konzerte vor Truppen mit dem Sadler’s Wells Orchestra. Nach dem Krieg wirkte er als Dirigent an der Sadler’s Wells Opera und für die D’Oyly Carte Opera Company. Mit seinem Orchester unternahm er ab 1947 Konzertreisen durch Australien, Neuseeland, Kanada und die USA, über die er in seinem Buch The Story of an Orchestra (1950) berichtete.
Ab 1953 bis zum Jahr 1971 war Neel Dekan des Royal Conservatory of Music in Toronto. 1954 gründete er das Hart House Orchestra, das er ebenfalls bis 1971 leitete. Mit dem Orchester gab er 1955 beim Stratford Festival acht Konzerte u.s. mit den Solisten Glenn Gould, Lois Marshall und Elisabeth Schwarzkopf. Zwischen 1953 und 1964 dirigierte er mehrfach das CBC Symphony Orchestra, 1955 trat er erstmals mit dem Toronto Symphony Orchestra auf.
Ab 1969 bis Ende der 1970er Jahre unterrichtete Neel beim Student Conductors’ Workshop der University of Toronto, 1972 wurde er der erste Dirigent des Mississauga Symphony Orchestra, dem er nach 1978 als Emeritus verbunden blieb. Nach seiner Pensionierung verfasste er die Autobiographie My Orchestras and Other Adventures.
Neel wurde 1953 als Commander of the British Empire ausgezeichnet. 1954 wurde er Ehrenmitglied der Royal Academy of Music und 1972 Offizier des Order of Canada. Die University of Toronto verlieh ihm 1979 einen Ehrendoktortitel für Musik. Seit 1961 war er kanadischer Staatsbürger.